# Xã Bethel, Quận McDonough, Illinois
Xã Bethel (tiếng Anh: Bethel Township) là một xã thuộc quận McDonough, tiểu bang Illinois, Hoa Kỳ. Năm 2010, dân số của xã này là 327 người.